# Медаль «За воинскую доблесть» (МВД)
Меда́ль «За во́инскую до́блесть» — ведомственная медаль Министерства внутренних дел Российской Федерации, учреждённая приказом МВД РФ № 50 от 24 января 2001 года.
Была упразднена Приказом МВД России от 6 августа 2013 года № 602.

## Правила награждения
Согласно Положению медалью «За воинскую доблесть» награждаются военнослужащие внутренних войск Министерства внутренних дел Российской Федерации:
- за отличные показатели в боевой подготовке;
- за особые отличия при несении боевой службы;
- за заслуги в охране общественного порядка и обеспечении общественной безопасности;
- за отвагу, самоотверженность и другие заслуги, проявленные при прохождении военной службы.

## Описание медали
Медаль имеет форму круга серебристого цвета диаметром 32 мм, с выпуклым бортиком с тыльной стороны. На лицевой стороне помещено изображение геральдического знака — эмблемы органов внутренних дел Российской Федерации и внутренних войск Министерства внутренних дел Российской Федерации. Вокруг эмблемы по краю медали выложен сплошной лавровый венок, перевитый вверху лентой. На обороте медали помещены надписи — в центре горизонтально в три строки: «За воинскую доблесть» с лавровой ветвью и «Министерство внутренних дел Российской Федерации» по верхнему и нижнему краю. Все изображения и надписи выпуклые.
Медаль крепится посредством ушка и колечка к пятиугольной колодке, обтянутой муаровой лентой крапового цвета. В 1 мм от края ленты нанесены полосы оранжевого цвета в 1 мм. Ширина ленты 24 мм.